# 2557 Putnam
A 2557 Putnam (ideiglenes jelöléssel 1981 SL1) a Naprendszer kisbolygóövében található aszteroida. Brian A. Skiff és  Norman G. Thomas fedezte fel 1981. szeptember 26-án.